# Santo Trafficante
 (mars 2017).
Si vous disposez d'ouvrages ou d'articles de référence ou si vous connaissez des sites web de qualité traitant du thème abordé ici, merci de compléter l'article en donnant les références utiles à sa vérifiabilité et en les liant à la section « Notes et références ».
Santo Trafficante (né le 24 mai 1886 à Cianciana, Sicile, mort le 12 août 1954 à Tampa, Floride) est un mafioso italien. Il fut le fondateur de la Famille Trafficante implantée en Floride. 
Il est le fils d'Alfonso et Lucia Trafficante. Il émigre aux États-Unis avec sa famille à l'âge de 14 ans. Durant la première partie du XXe siècle, le racket à Tampa était effectué par Charlie Dean. Mais l'activité fut reprise en main par les mafieux siciliens dirigés par Trafficante. Trafficante était très impliqué dans la loterie clandestine (la bolita). Trafficante dirigea la famille des années 1930 jusqu'à sa mort, des suites d'un cancer, en 1954. Il était respecté et était en contact avec les parrains Lucky Luciano et Tommy Lucchese. 
Son fils Santo Trafficante Junior fut envoyé pour être en contact et apprendre le monde mafieux. Il prit sa succession en 1954. Cette décision était accueillie de manière positive par les autres parrains mafieux de New-York et de Tampa. Ce dernier deviendra un parrain très influent dans les années 1960~1970.